# Ханафуда

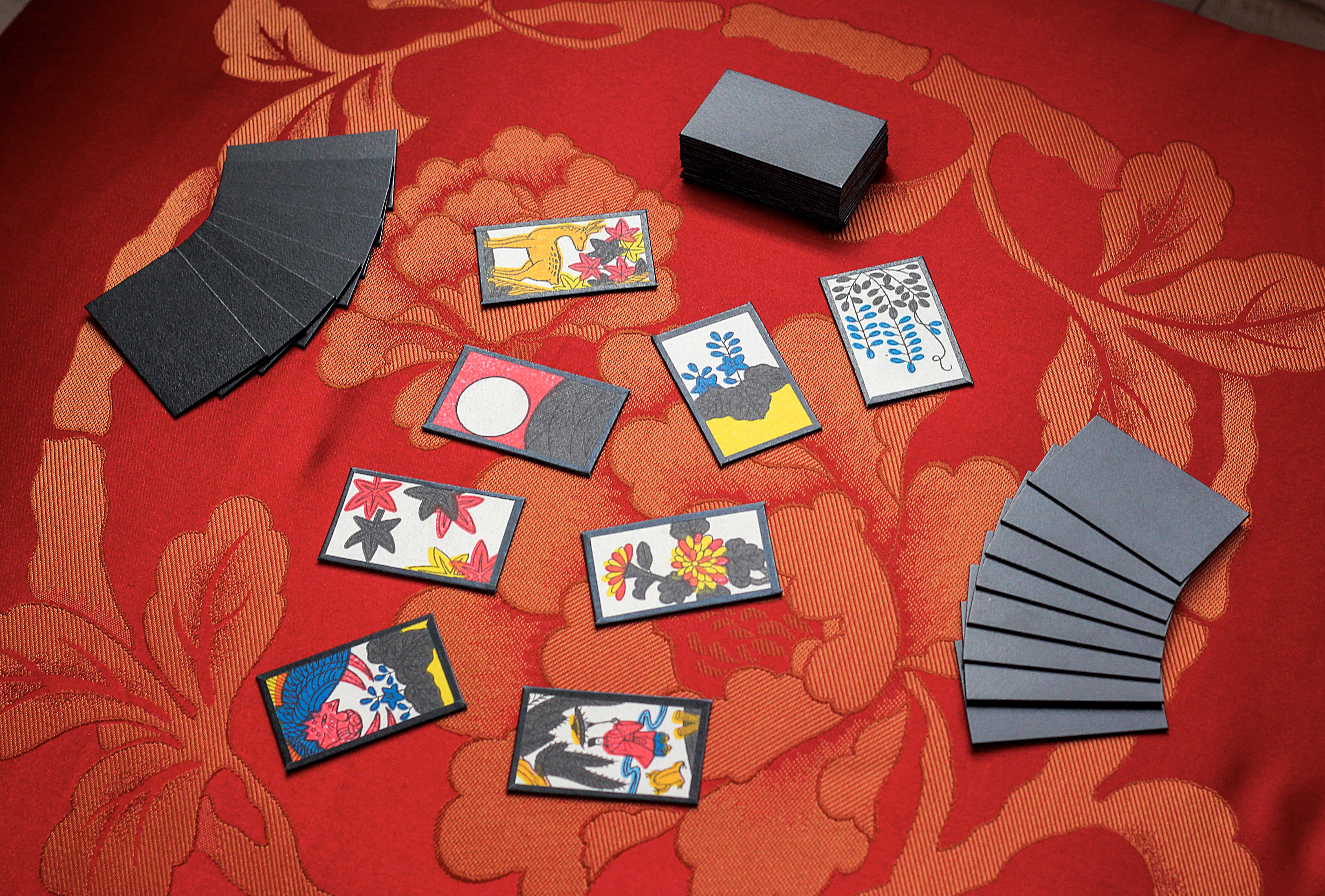

Ханафуда (яп. 花札, «цветочные карты») — разновидность колоды игральных карт японского происхождения, используемая для нескольких игр. Простая колода включает 48 карт — 12 мастей по 4 карты. Особые колоды имеют две или три дополнительные масти, доводя общее число карт до 56—60.

## История
Карты Ханафуда появились в период Сэнгоку, в XVI веке. Португальский миссионер Франциск Ксаверий высадился в Японии со своей свитой, которая привезла с собой колоду из 48 португальских игральных карт, разделенных на 4 масти и 12 рангов. Карточная игра постепенно завоевала в Японии популярность наряду с другими азартными играми на деньги, в связи с чем появляются первые производства игральных карт, одно из первых упоминаний о которых было сделано в период Тэнсё (1573—92 гг.). Эти карты имитировали португальские колоды и назывались Тэнсё Карута. Когда Япония отгородилась от Запада (1633), игра в карты была запрещена. Несмотря на запрет, карточные игры сохранили популярность. С целью обойти закон, поскольку игры в карты не на деньги были разрешены, рисунки на картах были изменены, а масти в карточной колоде соотнесены с 12 месяцами года.
В 1648 году сёгунат Токугава запретил Тэнсё Карута. Во время запрета азартные игры с картами оставались очень популярными, что привело к замаскированному дизайну карт. Каждый раз, когда азартные игры с карточной колоды определенного дизайна становились слишком популярными, правительство запрещало их, что затем приводило к созданию нового дизайна. Эта игра в кошки-мышки между правительством и мятежными азартными игроками привела к созданию все более абстрактных и минималистских вариантов региональных колод (地方札). Первоначально карты с таким оформлением назывались ёми-карута в честь популярной игры ёми в стиле пох, которая была известна в 1680-х годах.
В эпохи Мэйва, Анъэй и Тэммэй (1764—1789 гг.) игра под названием мэкури заняла место ёми. Она стала настолько популярной, что ёми-карута была переименована в мэкури-карута. С точки зрения правил, мэкури похожа на китайские рыбацкие игры. Карты стали так широко использоваться для азартных игр, что были запрещены в 1791 году, в эпоху Кансэй.
Хана-авасэ (ханафуда) появилась около 1816 года, когда она была записана как запрещенная азартная игра.

## Карты
Колода из 48 карт имеет 12 мастей по 4 карты. Каждой масти соответствует один из месяцев года и определённое растение (отсюда название «цветочные карты»). Также карты разделяются на 4 группы по числу очков (1 — «простые», 5 — «ленты», 10 — «животные», 20 — «яркие», или «благородные»), но не в каждой масти есть карты всех четырёх достоинств. В большинстве месяцев есть две простые карты и два из трёх типов карт старших достоинств. В ноябре простая карта одна (и все три старших достоинства), в декабре — три.
Всего в колоде 24 простых карты (касу), 10 «лент» (тандзаку) — по одной в каждом месяце, кроме августа и декабря, 9 «животных» (танэ) — по одному в каждом месяце, кроме января, марта и декабря, и 5 «ярких» («благородных») карт. Названия достоинств карт содержат некоторую условность, не всегда соответствуя изображению: карты «мост» и «чаша сакэ» относятся к 10-очковым — «животным»; в то же время карты «журавль» и «феникс» относятся к 20-очковым «ярким» и «животными» не считаются.
Во многих играх (например, кой-кой) число очков, соответствующее отдельным картам, не учитывается; вместо этого подсчитываются очки за выигрышные комбинации карт — яку.
| Месяц         | Цветок или Растение        | Описание карт | Изображения |
| Январь        | Сосна (松, мацу)           | 2 простых (1 очко), 1 лента с надписью (5 очков) и 1 «яркая» карта: японский журавль (20 очков) |             |
| Февраль       | Слива (梅, умэ)            | 2 простых (1 очко), 1 лента с надписью (5 очков) и 1 животное: певчая птица на ветке (10 очков) |             |
| Март          | Вишня (桜, сакура)         | 2 простых (1 очко), 1 лента с надписью (5 очков) и 1 «яркая» карта: походный занавес дзинмаку (20 очков) |             |
| Апрель        | Глициния (藤, фудзи)       | 2 простых (1 очко), 1 красная лента (5 очков) и 1 животное: кукушка (10 очков) |             |
| Май           | Ирис (菖蒲, аямэ)          | 2 простых (1 очко), 1 красная лента (5 очков) и 1 «животное»: мост над водой (10 очков) |             |
| Июнь          | Пион (牡丹, ботан)         | 2 простых (1 очко), 1 синяя лента (5 очков) и 1 животное: бабочка (10 очков) |             |
| Июль          | Леспедеца (萩, хаги)       | 2 простых (1 очко), 1 красная лента (5 очков) и 1 животное : кабан (10 очков) |             |
| Август        | Мискант (薄, сусуки)       | 2 простых (1 очко), 1 животное: летящие гуси (10 очков) и 1 «яркая» карта: полная Луна в красном небе (20 очков) |             |
| Сентябрь      | Хризантема (菊, кику)      | 2 простых (1 очко), 1 синяя лента (5 очков) и 1 «животное»: чаша сакэ (10 очков) |             |
| Октябрь       | Клён (紅葉, момидзи)       | 2 простых (1 очко), 1 синяя лента (5 очков) и 1 животное: олень (10 очков) |             |
| Ноябрь        | Ива (柳, янаги)            | 1 простая (1 очко) с изображением грозы, в некоторых играх используется как джокер; 1 красная лента (5 очков), 1 животное: ласточка, а иногда колибри (10 очков) и 1 «яркая» карта: «человек дождя» с зонтом (20 очков)     |             |
| Декабрь       | Павловния (桐, кири)       | 3 простых (1 очко) и 1 «яркая» карта: птица Феникс (20 очков) |             |
| Земля         | Бамбук (タケ亜科, такеака) | 2 простых (1 очко), 1 красная лента (5 очков), 1 животное: тигр (10 очков) |             |
| Небо          | Лотос (ハス, хасу)         | 2 простых (1 очко), 1 красная лента (5 очков) и 1 «яркая» карта: Дракон (20 очков) |             |
| Царство Теней | Воздух (空気, ку́ки)        | 1 простая (1 очко) с изображением ночных джунглей, в некоторых играх используется как джокер; 1 красная лента (5 очков), 1 карта с животными: воробьи (10 очков) и 1 «яркая» карта: мистическая принцесса Йегаки (20 очков) |             |